# 1933 في فنلندا
فيما يلي قوائم الأحداث التي وقعت خلال عام 1933 في فنلندا.

## سياسة

### انتهاء فترة المنصب
- 31 أغسطس – كآرلو يوهو ستولبيرغ عضو برلمان فنلندا  [لغات أخرى]‏.
- 31 أغسطس – مينا سيلانبا عضو برلمان فنلندا  [لغات أخرى]‏.

## مواليد

### فبراير
- 5 فبراير – يورن دونر[1]

## وفيات

### مارس
- 22 مارس – أونو كايلس (مواليد 1901) شاعر فنلندي.[2]

### ديسمبر
- 1 ديسمبر – بكا هالونن (مواليد 1865) رسام فنلندي.[3]